# Festival Internacional de Cinema de Sant Sebastià 2004
La 52 edició del Festival Internacional de Cinema de Sant Sebastià va tenir lloc entre el 17 i el 25 de setembre de 2004. Fou nomenat nou director del festival José Luis Rebordinos.

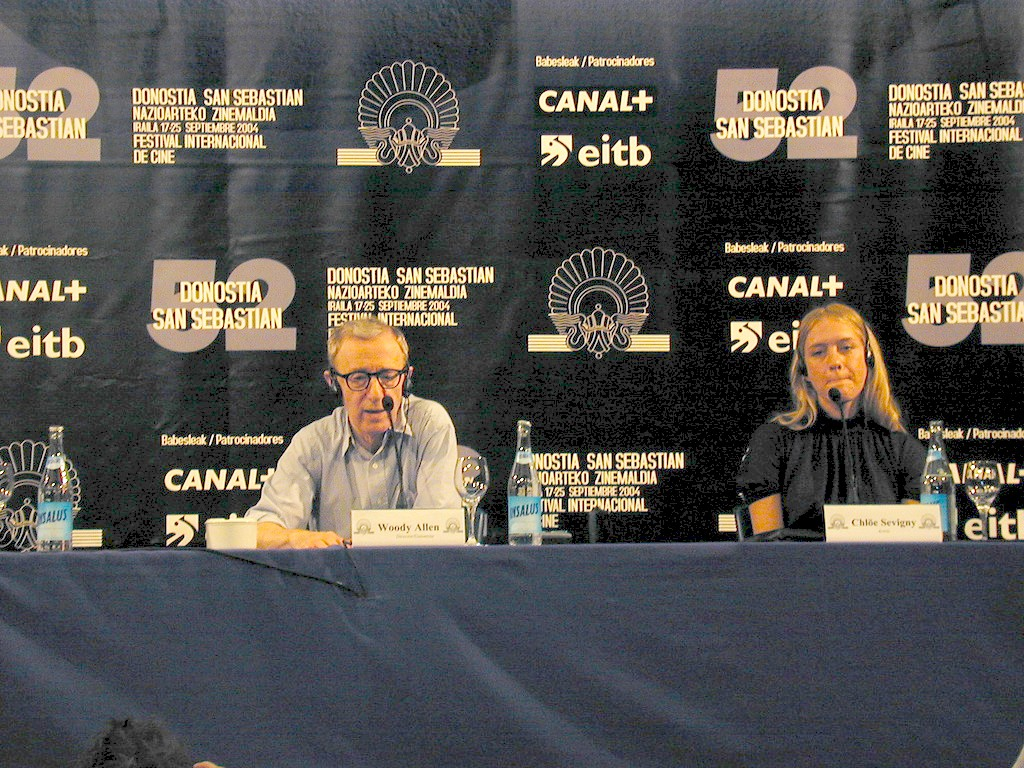
Woody Allen i Chloë Sevigny presentant Melinda i Melinda al Festival

Va ser una edició on Woody Allen va destacar particular protagonisme, rebent el director el Premi Donostia en la gala inaugural del certamen, presentada per Aitana Sánchez-Gijón i Edurne Ormazabal: certamen que va obrir amb la seva pel·lícula Melinda i Melinda en estrena mundial, i sent ell mateix objecte de la retrospectiva anual a directors contemporanis al llarg del festival.

## Jurats

### Jurat de la Secció Oficial
| Jurat                         | País         | Professió               |
| ----------------------------- | ------------ | ----------------------- |
| Mario Vargas Llosa: president | Perú         | Escriptor, Premi Nobel. |
| Yamina Benguigui              | França       | Directora, política.    |
| Tom DiCillo                   | Estats Units | Director.               |
| Marta Esteban                 | Espanya      | Productora.             |
| Laura Morante                 | Itàlia       | Actriu.                 |
| Eduardo Serra                 | Perú         | Director de fotografia. |
| Dito Tsintsadze               | Geòrgia      | Director.               |

## Pel·lícules

### Secció Oficial
| Pel·lícula                       | Director             | País               |
| -------------------------------- | -------------------- | ------------------ |
| Bombón, el perro                 | Carlos Sorín         | Argentina Espanya  |
| Brødre / Brothers                | Susanne Bier         | Dinamarca          |
| Yi ge mo sheng nu ren de lai xin | Xu Jinglei           | R.P. de la Xina    |
| El cielito                       | María Victoria Menis | Argentina França   |
| Inguélézi                        | François Dupeyron    | França             |
| Horas de luz                     | Manolo Matjí         | Espanya            |
| Nine songs                       | Michael Winterbottom | Regne Unit         |
| Mon père est ingénieur           | Robert Guédiguian    | França             |
| Omagh                            | Pete Travis          | Irlanda Regne Unit |
| Roma                             | Adolfo Aristarain    | Espanya Argentina  |
| Silver City                      | John Sayles          | Estats Units       |
| Geomi sup                        | Song Il-gon          | Corea del Sud      |
| San zimske noci                  | Goran Paskaljević    | Sèrbia Montenegro  |
| Sumas y restas                   | Víctor Gaviria       | Colòmbia Espanya   |
| Tarfaya                          | Daoud Aoulad-Syad    | Marroc França      |
| Lâkpošthâ ham parvâz mikonand    | Bahman Ghobadi       | Iran Iraq          |
| Fora de concurs:                 |                      |                    |
| Melinda i Melinda                | Woody Allen          | Estats Units       |
| Coneixent la Julia               | István Szabó         | Canadà             |
| Una dona difícil                 | Tod Williams         | Estats Units       |

### Retrospectives
- Retrospectiva Clàssica: Anthony Mann
- Retrospectiva Contemporània: Woody Allen
- Retrospectiva Temàtica: Incorrect@s (Crash, C'est arrivé près de chez vous, Monty Python's life of Brian, Trainspotting, etc).

## Palmarès

### Premis oficials
- Conquilla d'Or a la millor pel·lícula: Lâkpošthâ ham parvâz mikonand, de Bahman Ghobadi
- Premi Especial del jurat: Sam Zimske noci, de Goran Paskaljević
- Conquilla de Plata al millor director: Xu Junglei per Yi geng mo sheng nu ren de lai xin (Letter from an unknown woman)
- Conquilla de Plata a la millor actriu: Connie Nielsen per Brødre (Brothers)
- Conquilla de Plata al millor actor: Ulrich Thomsen per Brødre (Brothers)
- Premi del jurat a la millor fotografia: Marcel Zyskind per 9 Songs
- Premi del jurat al millor guió: Guy Hibbert i Paul Greengrass per Omagh

### Premi Donostia
- Woody Allen
- Annette Bening
- Jeff Bridges